# Obinna Ekezie
Pour les articles homonymes, voir Ekezie.
Obinna Ralph Ekezie, né le 22 août 1975 à Port Harcourt dans l'État de Rivers au Nigeria, est un joueur nigérian de basket-ball évoluant au poste de pivot.

## Carrière
Son prénom signifie « Le cœur du père ».